# Elettrotreno MP 14
L'elettrotreno MP 14 (Metro Pneu appel d'offres 2014, in precedenza conosciuto come MP NG, Nouvelle Generation) è un tipo di materiale rotabile su pneumatici in servizio nella metropolitana di Parigi.

## Storia

### L'azione dello STIF
La legge francese nº 2009-1503 dell'8 dicembre 2009 in materia di organizzazione del trasporto su rotaia ha cambiato il sistema di gestione del materiale rotabile nella regione Île-de-France. La proprietà dei mezzi è passata al Syndicat des transports d'Île-de-France (STIF), che è disposto a finanziare per il 50% il rinnovamento del parco mezzi esistente, e a finanziare completamente di tasca propria l'acquisto di nuovi treni in vista del prolungamento delle linee.
Al riguardo, lo STIF ha avviato un'indagine volta a determinare l'effettivo bisogno di acquistare nuovi treni per decongestionare alcune linee, rimpiazzare i convogli più vetusti e stabilire se e dove prolungare talune linee. L'analisi si è focalizzata sulle linee a pneumatici, per i quali si è stabilita la necessità di sviluppare un nuovo tipo di treni: il progetto ha preso il nome di MP NG (in italiano Materiale su Pneumatici di Nuova Generazione).
Il 16 maggio 2013, lo STIF ha confermato l'acquisto iniziale di 35 treni denominati MP 14 (fino a 72 treni in totale) per i bisogni relativi al prolungamento della linea 14. Nel 2015, 2016 e nel 2017 sono effettivamente ordinati i treni (35 + 20 + 20). La convenzione tra lo STIF, la Société du Grand Paris e la RATP precisa che questo materiale rotabile dovrà essere disponibile in tre versioni. Complessivamente, è prevista alla fine l'acquisizione al massimo di 217 treni MP 14.
Situazione al 2017
- a conduzione automatica - Conduite Automatique (CA) - con 8 carrozze - 35 treni ordinati nel 2015 e fino ad altri 52 in opzione per la linea 14 (max 87 treni);
- a conduzione automatica - Conduite Automatique (CA) - con 6 carrozze - 20 treni ordinati nel 2016 e fino ad altri 30 in opzione per la linea 4 (max 50 treni);
- a conduzione manuale con macchinista - Conduite Conducteur (CC) - con 5 carrozze - 20 treni ordinati nel 2017 e fino ad altri 60 in opzione per la linea 11 (max 80 treni).

### Un parco mezzi antiquato
Nel 2011, l'età media dei treni della metropolitana di Parigi è di 32 anni. Tra i vari modelli si annoverano i MP 59, entrati in servizio negli anni 1960. Questi treni, seppur siano stati rinnovati negli anni 1990, sono ormai a fine vita e sono in corso di parziale sostituzione con i MP 89 CC ex linea 1, che vengono a loro volta rimpiazzati con i MP 05.
L'arrivo dei treni MP 14 permetterà :
- di accrescere la capienza totale della linea 14, con treni da 8 carrozze (contro le 6 attuali);
- di rimpiazzare i treni più vecchi su varie linee: la 4, la 6[3] e la 11.